# Gran Premio del Giappone 2002
Il Gran Premio del Giappone 2002 è stato un Gran Premio di Formula 1 disputato il 13 ottobre 2002 sul circuito di Suzuka. La gara, ultima della stagione 2002, fu vinta da Michael Schumacher su Ferrari, davanti al compagno di squadra Rubens Barrichello e a Kimi Räikkönen su McLaren - Mercedes.
In questa gara segna l'ultima apparizione in F1 per di Mika Salo, Eddie Irvine, Alex Yoong ed Allan McNish, anche se quest'ultimo dovette dare forfait dopo un incidente nelle qualifiche. Questa gara segna inoltre il cinquantaquattresimo podio consecutivo per almeno un pilota Ferrari dal Gran Premio d'Italia 1999.

## Vigilia

### Aspetti sportivi
Felipe Massa tornò alla Sauber dopo essere stato sostituito da Heinz-Harald Frentzen per il Gran Premio degli Stati Uniti.

### Aspetti tecnici
All'ultima gara stagionale le scuderie, ormai pienamente concentrate sulle monoposto per l'anno seguente, non portarono novità tecniche significative. Le indicazioni più importanti vennero dalla McLaren, che annunciò che avrebbe corso le prime gare della stagione 2003 con una versione evoluta della MP4-17 in attesa della nuova MP4-18; anche la Ferrari ritardò l'esordio della propria vettura, annunciandolo per metà febbraio 2003. Nel Gran Premio di casa la Honda portò in pista una versione potenziata del motore fornito a BAR e Jordan.

## Prove libere

### Risultati
Nella prima sessione di prove di venerdì i risultati furono i seguenti:
| Pos | No | Pilota             | Costruttore        | Tempo    |
| --- | -- | ------------------ | ------------------ | -------- |
| 1   | 1  | Michael Schumacher | Ferrari            | 1'36"109 |
| 2   | 2  | Rubens Barrichello | Ferrari            | 1'36"348 |
| 3   | 3  | David Coulthard    | McLaren - Mercedes | 1'36"760 |

Nella seconda sessione di prove di venerdì i risultati furono i seguenti:
| Pos | No | Pilota             | Costruttore        | Tempo    |
| --- | -- | ------------------ | ------------------ | -------- |
| 1   | 4  | Kimi Räikkönen     | McLaren - Mercedes | 1'34"232 |
| 2   | 3  | David Coulthard    | McLaren - Mercedes | 1'34"730 |
| 3   | 2  | Rubens Barrichello | Ferrari            | 1'35"402 |

Nella sessione di prove di sabato mattina i risultati furono i seguenti:
| Pos | No | Pilota             | Costruttore        | Tempo    |
| --- | -- | ------------------ | ------------------ | -------- |
| 1   | 1  | Michael Schumacher | Ferrari            | 1'32"978 |
| 2   | 5  | Ralf Schumacher    | Williams - BMW     | 1'33"233 |
| 3   | 4  | Kimi Räikkönen     | McLaren - Mercedes | 1'33"290 |

## Qualifiche

### Resoconto
Su una pista molto selettiva per quanto riguarda l'efficienza aerodinamica delle vetture, la Ferrari dominò le qualifiche, con Michael Schumacher in pole position davanti a Barrichello, staccato di oltre quattro decimi dal compagno di squadra. Seguivano le due McLaren di Coulthard e Räikkönen, le due Williams di Ralf Schumacher e Montoya e le due Jordan, con Sato sorprendentemente davanti a Fisichella nella gara di casa. La quinta fila fu occupata da Villeneuve e Button, seguiti da Trulli e Heidfeld.
Circa a metà sessione McNish fu protagonista di un violento incidente nella veloce curva 130R: il pilota scozzese ne uscì pressoché illeso, ma, nonostante avesse disputato il warm up, non gli fu permesso di partecipare alla gara per timore di postumi.

### Risultati
| Pos | No | Pilota               | Costruttore        | Pneumatici | Tempo    | Distacco |
| --- | -- | -------------------- | ------------------ | ---------- | -------- | -------- |
| 1   | 1  | Michael Schumacher   | Ferrari            | B          | 1'31"317 |          |
| 2   | 2  | Rubens Barrichello   | Ferrari            | B          | 1'31"749 | +0"432   |
| 3   | 3  | David Coulthard      | McLaren - Mercedes | M          | 1'32"088 | +0"771   |
| 4   | 4  | Kimi Räikkönen       | McLaren - Mercedes | M          | 1'32"197 | +0"880   |
| 5   | 5  | Ralf Schumacher      | Williams - BMW     | M          | 1'32"444 | +1"127   |
| 6   | 6  | Juan Pablo Montoya   | Williams - BMW     | M          | 1'32"507 | +1"190   |
| 7   | 10 | Takuma Satō          | Jordan - Honda     | B          | 1'33"090 | +1"773   |
| 8   | 9  | Giancarlo Fisichella | Jordan - Honda     | B          | 1'33"276 | +1"959   |
| 9   | 11 | Jacques Villeneuve   | BAR - Honda        | B          | 1'33"349 | +2"032   |
| 10  | 15 | Jenson Button        | Renault            | M          | 1'33"429 | +2"112   |
| 11  | 14 | Jarno Trulli         | Renault            | M          | 1'33"547 | +2"230   |
| 12  | 7  | Nick Heidfeld        | Sauber - Petronas  | B          | 1'33"553 | +2"236   |
| 13  | 24 | Mika Salo            | Toyota             | M          | 1'33"742 | +2"425   |
| 14  | 16 | Eddie Irvine         | Jaguar - Ford      | M          | 1'33"915 | +2"598   |
| 15  | 8  | Felipe Massa         | Sauber - Petronas  | B          | 1'33"979 | +2"662   |
| 16  | 12 | Olivier Panis        | BAR - Honda        | B          | 1'34"192 | +2"875   |
| 17  | 17 | Pedro de la Rosa     | Jaguar - Ford      | M          | 1'34"227 | +2"910   |
| 18  | 25 | Allan McNish         | Toyota             | M          | 1'35"191 | +3"874   |
| 19  | 23 | Mark Webber          | Minardi - Asiatech | M          | 1'35"958 | +4"641   |
| 20  | 22 | Alex Yoong           | Minardi - Asiatech | M          | 1'36"267 | +4"950   |

## Warm up

### Risultati
Nel warm up di domenica mattina i migliori tempi furono i seguenti:
| Pos | No | Pilota             | Costruttore        | Tempo    |
| --- | -- | ------------------ | ------------------ | -------- |
| 1   | 1  | Michael Schumacher | Ferrari            | 1'36"249 |
| 2   | 2  | Rubens Barrichello | Ferrari            | 1'36"650 |
| 3   | 4  | Kimi Räikkönen     | McLaren - Mercedes | 1'36"652 |

## Gara

### Resoconto
Alla partenza, Michael Schumacher e Rubens Barrichello mantennero le proprie posizioni. Alle loro spalle rimase David Coulthard, mentre Ralf Schumacher superò Kimi Räikkönen. Seguivano Juan Pablo Montoya, Takuma Satō, Jarno Trulli, Jenson Button e Giancarlo Fisichella, che perse diverse posizioni al via. Nel corso del settimo giro Coulthard ebbe un problema al motore che lo costrinse al ritiro. Non accadde praticamente nulla fino alla prima serie di pit stop, inaugurata da Trulli al quindicesimo giro. Michael Schumacher si fermò nel corso della ventesima tornata, imitato un giro dopo dal compagno di squadra, ma i due conservarono comodamente la testa della corsa. Al 22º giro si fermò anche Räikkönen, mentre i due piloti della Williams effettuarono il proprio rifornimento tra il 24º ed il 25º passaggio. Dopo la prima serie di rifornimenti Michael Schumacher conduceva davanti a Barrichello, Ralf Schumacher, Räikkönen, Montoya, Trulli, Sato e Button; nel corso del 33º giro, però, il pilota abruzzese della Renault fu costretto al ritiro per la rottura del motore.
La seconda serie di pit stop lasciò la situazione invariata. Non si verificò nessun avvenimento di rilievo fino al 49º giro, quando Ralf Schumacher si dovette ritirare per la rottura del motore, consegnando a Räikkönen il terzo gradino del podio. Michael Schumacher concluse una stagione per lui trionfale con l'undicesima vittoria. Barrichello, dietro di lui, portò alla Ferrari la nona doppietta stagionale, la quinta consecutiva, record detenuto dalla stessa Ferrari nel 1952. Inoltre, la scuderia italiana colse la quindicesima vittoria su diciassette gare disputate, eguagliando il record precedente della McLaren MP4/4 che nel 1988 ottenne quindici vittorie su sedici Gran Premi. Montoya chiuse al quarto posto, mentre Sato, dopo una gara aggressiva, conquistò i primi punti in carriera sulla pista di casa, permettendo alla Jordan di scavalcare la Jaguar nel Campionato Costruttori. Button, settimo nel campionato piloti, tagliò il traguardo in sesta posizione.

### Risultati
| Pos         | No | Pilota               | Costruttore        | Pneumatici | Giri | Tempo/Ritiro e posizione al ritiro/Media | Partenza | Punti |
| ----------- | -- | -------------------- | ------------------ | ---------- | ---- | ---------------------------------------- | -------- | ----- |
| 1           | 1  | Michael Schumacher   | Ferrari            | B          | 53   | 1h26'59"698 - 212.644 km/h               | 1        | 10    |
| 2           | 2  | Rubens Barrichello   | Ferrari            | B          | 53   | +0"506                                   | 2        | 6     |
| 3           | 4  | Kimi Räikkönen       | McLaren - Mercedes | M          | 53   | +23"292                                  | 4        | 4     |
| 4           | 6  | Juan Pablo Montoya   | Williams - BMW     | M          | 53   | +36"275                                  | 6        | 3     |
| 5           | 10 | Takuma Satō          | Jordan - Honda     | B          | 53   | +1'22"694                                | 7        | 2     |
| 6           | 15 | Jenson Button        | Renault            | M          | 52   | +1 giro                                  | 10       | 1     |
| 7           | 7  | Nick Heidfeld        | Sauber - Petronas  | B          | 52   | +1 giro                                  | 12       |       |
| 8           | 24 | Mika Salo            | Toyota             | M          | 52   | +1 giro                                  | 13       |       |
| 9           | 16 | Eddie Irvine         | Jaguar - Ford      | M          | 52   | +1 giro                                  | 14       |       |
| 10          | 23 | Mark Webber          | Minardi - Asiatech | M          | 51   | +2 giri                                  | 19       |       |
| 11          | 5  | Ralf Schumacher      | Williams - BMW     | M          | 48   | Motore (3°)                              | 5        |       |
| Ritirato    | 17 | Pedro de la Rosa     | Jaguar - Ford      | M          | 39   | Trasmissione (11°)                       | 17       |       |
| Ritirato    | 9  | Giancarlo Fisichella | Jordan - Honda     | B          | 37   | Motore (10°)                             | 8        |       |
| Ritirato    | 14 | Jarno Trulli         | Renault            | M          | 32   | Motore (6°)                              | 11       |       |
| Ritirato    | 11 | Jacques Villeneuve   | BAR - Honda        | B          | 27   | Motore (12°)                             | 9        |       |
| Ritirato    | 22 | Alex Yoong           | Minardi - Asiatech | M          | 14   | Testacoda (16°)                          | 20       |       |
| Ritirato    | 12 | Olivier Panis        | BAR - Honda        | B          | 8    | Sistema di controllo (17°)               | 16       |       |
| Ritirato    | 3  | David Coulthard      | McLaren - Mercedes | M          | 7    | Acceleratore (3°)                        | 3        |       |
| Ritirato    | 8  | Felipe Massa         | Sauber - Petronas  | B          | 3    | Incidente(14°)                           | 15       |       |
| Non partito | 25 | Allan McNish         | Toyota             | M          | -    | Forfait                                  | 18       |       |

## Classifiche

### Piloti
| Pos. | Pilota                | Punti |
| ---- | --------------------- | ----- |
| 1    | Michael Schumacher    | 144   |
| 2    | Rubens Barrichello    | 77    |
| 3    | Juan Pablo Montoya    | 50    |
| 4    | Ralf Schumacher       | 42    |
| 5    | David Coulthard       | 41    |
| 6    | Kimi Räikkönen        | 24    |
| 7    | Jenson Button         | 14    |
| 8    | Jarno Trulli          | 9     |
| 9    | Eddie Irvine          | 8     |
| 10   | Nick Heidfeld         | 7     |
| 10   | Giancarlo Fisichella  | 7     |
| 12   | Jacques Villeneuve    | 4     |
| 12   | Felipe Massa          | 4     |
| 14   | Olivier Panis         | 3     |
| 15   | Mark Webber           | 2     |
| 15   | Takuma Satō           | 2     |
| 15   | Mika Salo             | 2     |
| 15   | Heinz-Harald Frentzen | 2     |

### Costruttori
| Pos. | Team               | Punti |
| ---- | ------------------ | ----- |
| 1    | Ferrari            | 221   |
| 2    | Williams - BMW     | 92    |
| 3    | McLaren - Mercedes | 65    |
| 4    | Renault            | 23    |
| 5    | Sauber - Petronas  | 11    |
| 6    | Jordan - Honda     | 9     |
| 7    | Jaguar - Ford      | 8     |
| 8    | BAR - Honda        | 7     |
| 9    | Minardi - Asiatech | 2     |
| 9    | Toyota             | 2     |
| 9    | Arrows - Cosworth  | 2     |